# 新城街道 (塔城市)
新城街道，是中华人民共和国新疆维吾尔自治区塔城地区塔城市下辖的一个乡镇级行政单位。

## 行政区划
新城街道下辖以下地区：
新城街社区、边城街社区、东门外街社区、伊宁街社区、爱国街社区和喀拉墩街社区。